# پاناگام
پاناگام (به لاتین: Pannagam) یک منطقهٔ مسکونی در سری‌لانکا است که در ناحیه جفنا واقع شده‌است.